# Peneothello
Peneothello là một chi chim trong họ Petroicidae.